# Meditox
Meditox war ein medizinisch-toxikologisches Informationssystem, das vom deutschen Bundesland Baden-Württemberg genutzt wurde. Es wurde 1996 zunächst als Informationszentrale für Gefahrgut- und Großschadensfälle mit chemischen Substanzen in Betrieb genommen, wurde jedoch auf weitere Aufgaben aus diesem Umfeld ausgeweitet.
Meditox war ein Gemeinschaftsprojekt des Sozialministeriums Baden-Württemberg und der DRF Luftrettung, wofür als Rechtsgrundlage eine ergänzende Rahmenvereinbarung zwischen dem Land und der DRF geschlossen wurde. Seit dem Jahr 2000 wird Meditox im Rettungsdienstplan Baden-Württemberg als überregional arbeitende Institution genannt.
Ähnlich wie die individuelle Beratung der Giftinformationszentralen zur akuten Behandlung von Vergiftungen soll Meditox als Informationssystem für Rettungskräfte im Falle von Chemieunfällen dienen. Hierfür werden Informationen über Ausbreitungsverhalten, Gefährlichkeit und notwendige Maßnahmen zu den einzelnen ausgetretenen Substanzen bereitgestellt. Bei noch unbekannten Substanzen unterstützt Meditox auch die Analyse und Identifizierung der Stoffe.
Durch die Zusammenarbeit mit der Alarmzentrale der Luftrettung können auch zum Beispiel Transporte von Opfern in nahegelegene Krankenhäuser, die Beschaffung von Arzneimitteln in großer Zahl oder die Information der Öffentlichkeit im Bedarfsfall von Meditox übernommen werden.
Außerdem führte Meditox seit 1996 eine Datenbank mit Arzneimitteln, die bei Chemiegroßunfällen benötigt werden. Dabei wird auch der durchschnittliche Vorrat in den Krankenhausapotheken und Notfalldepots des Landes berücksichtigt, um so die Einsatzkräfte bei einem Chemieunfall mit Informationen zur Logistik zu versorgen.
Die Bedrohung durch terroristische Anschläge seit dem 11. September 2001 kann als nachträgliche Rechtfertigung für die Erweiterung der Arzneimitteldatenbank gesehen werden, obwohl zum Zeitpunkt der Erstellung die Optimierung der Arzneimittelversorgung bei Unfällen mit toxischen Chemikalien im Vordergrund stand. Die Datenbank wurde daher insbesondere um die umfangreiche Gruppe der Antibiotika erweitert. Bei den Vorbereitungen zur Fußball-Weltmeisterschaft 2006 wurden auch die Arzneimittel des „Basispakets Sanitätsmaterial“ des Bundes in diese Datenbank aufgenommen.
Somit kann Meditox bei Großeinsätzen verschiedener Arten als Zentraler Ansprechpartner und Berater für die Einsatzleitung vor Ort dienen.
Die Beratungstätigkeit von MEDITOX erfolgte kostenfrei. Kam es zu einer Einschaltung der MEDITOX-Analytik-Einheit (Berufsfeuerwehr Mannheim), so wurden die hierdurch entstehenden Kosten feuerwehrintern nach dem Verursacherprinzip abgerechnet.
Meditox scheint Mitte 2013 aus Kostengründen eingestellt worden zu sein. Die ehemalige Homepage www.meditox.org steht zum Verkauf.